# Rachel Watson
Rachel Watson (Perth, 17 de octubre de 1991) es una actriz australiana.
Es conocida por su papel como Tayla en la segunda temporada de la televisión australiana para niños The Sleepover Club. La segunda temporada fue hecha en 2006 y desde entonces ha sido transmitido en los canales en varios países tales como Nickelodeon en el Reino Unido, Disney Channel y "Kika" en Alemania, entre otros. Su personaje se inspiró en "Felicity" en la primera temporada. Rachel también ha estado en anuncios RAC WA a lo largo del 2007, así como anuncios de Harvey Fresh.  Y también ha actuado en varios cortometrajes, realizados por Central Tafe Students, los notables son The Music Box y Can You Repeat That?
En 2011 en Disney Channel pone la voz a un personaje de la serie Sunny, entre estrellas.
- Datos: Q460470